# 정해붕
정해붕(鄭海鵬, 일본식 이름: 日鄭海鵬니테이 가이호, 1871년 11월 14일 ~ 1950년 5월 16일)은 대한제국과 일제강점기의 관료로, 본적은 경상북도 대구부 하서정이다.

## 생애
1901년 11월 8일부터 1903년 4월 18일까지 경상북도 금광위원, 1902년 8월 26일부터 9월 2일까지 경상북도관찰부 주사를 역임했으며 1907년 6월 대구수형조합(大邱手形組合) 평의원, 1908년 9월 대구지방금융조합 설립위원과 동양척식주식회사 설립위원으로 활동했다. 1908년 9월 1일부터 1915년 1월 20일까지 대구공립보통학교 학무위원, 1908년 11월 1일부터 1918년 12월 10일까지 대구지방금융조합 조합장을 역임했으며 1911년 10월 1일부터 1914년 3월 31일까지 경상북도 대구부 참사, 1914년 4월 9일부터 1920년 11월 20일까지 대구부협의회원을 역임했다.
대구전기주식회사 감사(1915년 10월), 대구은행 감사(1916년 7월 ~ 1917년 7월), 대구금융조합 감사(1918년 12월), 조선농회 평의원(1921년 10월), 경상북도산업자문회 위원(1922년 11월), 대구부도시계획위원회 제1부 위원 및 제4부 이사(1923년 1월), 경상북도교육회 평의원(1923년 4월), 조선민립대학기성회 대구지방부 집행위원(1923년 6월), 대구은행 이사(1923년 7월 ~ 1926년 6월, 1927년 7월), 대구금융조합 감사(1924년 4월), 대구서부금융조합 조합장(1925년 3월), 경상합동은행 이사(1928년 7월 ~ 8월) 등을 역임하면서 대구 지역의 유력자로 널리 알려졌다. 1919년 4월 3·1 운동을 방해하기 위한 차원에서 조직된 대구자제단 발기인으로 참여했고 1920년 11월 20일 대구부협의회원으로 재선출되었다.
1924년 4월 1일부터 1926년 5월 3일까지 경상북도 관선 도평의회원을 역임했으며 1928년 11월 15일 대구부로부터 대구부정공로표창(大邱府政功勞表彰), 1928년 11월 16일 일본 정부로부터 쇼와대례기념장을 받았다. 대구부와 대구 지역 단체 등을 상대로 상금을 기부, 헌납하는 데에 적극 참여하여 대구 지역 대지주로 널리 알려졌고 일본 정부와 조선총독부로부터 포상을 받았다. 경상북도농회 특별의원(1931년 2월, 1934년 8월, 1938년 4월), 영천군 금호수리조합(琴湖水利組合) 조합장(1931년 11월), 달성군 농회 특별위원(1934년 4월, 1938년 4월), 달성군 소작위원회 예비위원(1934년 10월), 조선임전보국단 경북지부 상임이사(1941년 12월), 대구일일신문사주식회사 감사(1942년) 등을 역임했으며 1939년 9월 22일 15년 동안 대구서부금융조합장으로 근속한 공로를 인정받아 조합으로부터 은배 1조와 표창장을 받았다.
1940년 8월 3일부터 1943년 8월 2일까지 조선총독부 중추원 참의를 역임했으며 1941년 6월 12일 중추원 부여신궁 공사 근로봉사에 참여했다. 1942년 1월 중추원 참의로서 국방헌금을 헌납했고 1943년 8월 2일 정7위에 서위되었다. 친일파 708인 명단의 중추원 부문, 민족문제연구소의 친일인명사전 수록자 명단의 중추원 부문, 친일반민족행위진상규명위원회가 발표한 친일반민족행위 705인 명단에 포함되었다.

## 참고 문헌
- 친일반민족행위진상규명위원회 (2009). 〈정해붕〉. 《친일반민족행위진상규명 보고서 Ⅳ-16》. 서울. 568~582쪽.